# Darovskoj rajon
Il Darovskoj rajon (in russo Даровской район?) è un rajon dell'Oblast' di Kirov, nella Russia europea. Istituito nel 1929, il cui capoluogo è Darovskoj.